# Tatra 26
Tatra 26 — чехословацкий автомобиль 6x4 типа седан, производившийся в конце 1920-х — начале 1930-х компанией Tatra. Является более крупной машиной по сравнению с «сестринским» автомобилем Tatra 30 (среднего класса). Производство началось в 1927 году в Нессельсдорфе. Tatra 26 производилась на основе автомобиля Tatra 12. Автомобиль обладал высокой проходимостью и, со слов свидетелей, мог даже проехать по ступеням лестниц. На смену Tatra 26 в 1933 году пришёл автомобиль Tatra 72.

## Характеристики

### Двигатель
На первых образцах автомобилей Tatra 26 ставился 2-цилиндровый двигатель Tatra 12 объёмом 1057 см³ (1,1 л), однако на предварительных испытаниях было установлено, что этот двигатель слишком маломощный, и инженеры решили установить двигатель от Tatra 30. Основным двигателем серии машин Tatra 26 стал 4-цилиндровый двигатель объёмом 1679 (или 1680) см³ и мощностью 24 л.с. Для более поздних образцов ставился двигатель объёмом 1910 см³ и мощностью 30 л.с.

### Скорость и шасси
Двигатель позволял развивать автомобилю массой 1350 кг скорость до 60-70 км/ч. Шасси представляло собой передний мост с поперечной листовой рессорой и распашные оси в центре и сзади со стреловидными продольными рессорами. Колёсная база составляла у первых образцов 2200 мм, у более поздних — 2900 мм (ширина 1300 м). Более короткая колёсная база повышала проходимость автомобиля.

### Варианты
В производстве были в основном варианты Tatra 26/30 и Tatra 26/52 (по типам двигателей), но второй вариант производился на протяжении только одного года. На основе Tatra 26 производились также разнообразные автобусы, автомобили пожарной службы и грузовики.